# 吳璟
吳璟（？—1653年10月31日），本名吳文瀛，字叔登，號存仞，直隸松江府青浦縣（今上海市青浦區）人，明朝、南明政治人物。

## 生平
吳璟是萬曆四十三年（1615年）乙卯科應天乡试第五十一名舉人，曾任祁門縣教諭，崇禎七年（1634年）甲戌科二甲二十六名進士，授江西泰和知縣，任內恩威並重。轉為河南道監察御史。
隆武年間以浙江道御史巡按雲南，加太僕少卿。永曆帝即位，陞為禮部左侍郎。永曆元年（1647年）三月，升左都御史，次年（1648年）九月調禮部尚書。李成棟反正，吳璟隨永曆帝到肇慶，見咨入貢士皆牛鬼蛇神，於永曆三年（1649年）六月以病辭官。四年（1650年）八月，朝廷起用吳璟為左都御史掌院，未赴任；清兵來緝拿，他押上三千金逃脫。李定國收復廣西，推薦起用兵部尚書、總督兩廣，到永曆七年（1653年）九月在柳州去世。

## 家族
曾祖吴雨；选贡、興昌教谕；祖吴允元，庠生、德行冠带；父吴守中，恩贡、安東教谕。

## 引用
1. 1 2  錢海岳《南明史·卷四·本紀第四》：（永曆七年九月）癸卯，……總督吳璟卒。
2. 1 2  錢海岳《南明史·卷六十·列傳第三十六》：（吳）璟，本名文瀛，字叔登，青浦人。崇禎七年進士。授泰和知縣，以恩威稱。遷山東道御史。隆武時，以浙江道巡按雲南，加太僕少卿。昭宗立，陞禮部左侍郎。
3. ↑  《崇祯七年甲戌进士三代履历》：吴文瀛，曾祖雨；选贡興昌教谕；祖允元，庠生德行冠带；父守中，恩贡安東教谕。存仞，書四房，辛丑年正月初七日生。青浦人，乙卯五十一，会一百十六名，二甲二十六名。礼部政，授泰和知縣，壬午考选河南道御史。
4. ↑  錢海岳《南明史·卷六十·列傳第三十六》：永曆元年三月，擢左都御史。二年九月，調禮部尚書。成棟反正，隨扈肇慶。見咨入貢士皆牛鬼蛇神，三年六月引病去。四年八月，起左都御史掌院，未赴。清兵至，被執，上三千金得脫。李定國復廣西，薦起兵部、總督兩廣。七年九月，卒於柳州。